# لاوسون (آرکانزاس)
لاوسون (به انگلیسی: Lawson) یک منطقهٔ مسکونی در ایالات متحده آمریکا است که در شهرستان یونیون، آرکانزاس واقع شده‌است. لاوسون ۶۳٫۰۹ متر بالاتر از سطح دریا واقع شده‌است.